# Forécariah (prefektura)
Forécariah – prefektura w południowo-zachodniej części Gwinei, w regionie Kindia. Zajmuje powierzchnię 4384 km². W 1996 roku liczyła ok. 196 tys. mieszkańców. Siedzibą administracyjną prefektury jest miejscowość Forécariah.